# Auguste François Chauvigné
Pour les articles homonymes, voir Chauvigné (homonymie).
Auguste François Chauvigné, né le 27 juin 1829 à Tours où il est mort le 12 décembre 1904, est un peintre et céramiste français.
Il est connu pour ses créations de style palisséen.

## Biographie
Auguste François Chauvigné voit le jour dans une famille modeste en 1829. Pendant sa jeunesse, il étudie les sciences naturelles et la peinture,. Cependant, le manque d'aisance financière de ses parents de lui permet pas d'étudier la peinture plus avant, ce qui l'amène à travailler dans les arts décoratifs jusqu'en 1865. À partir de 1865, il s'adonne à la peinture et notamment la nature morte, un genre dans lequel il rencontre un certain succès. Il commence à exposer ses natures mortes au Salon à partir de 1868.
Dans le même temps, il étudie les plats de Bernard Palissy et de Charles-Jean Avisseau pour lesquels il se passionne et entame une édition de ses céramiques en 1872 après de nombreux essais infructueux. Il crée des plats à figures vivantes avec un intérêt particulier pour la représentation des poissons, puis il prend quelques libertés avec l'art d'Avisseau. Il conçoit alors des œuvres plutôt inspirées de la faïence de Saint-Porchaire et modèle de véritables natures mortes en céramique dans lesquels ils place des ustensiles de cuisine et des condiments,.

Œuvres d'Auguste François Chauvigné
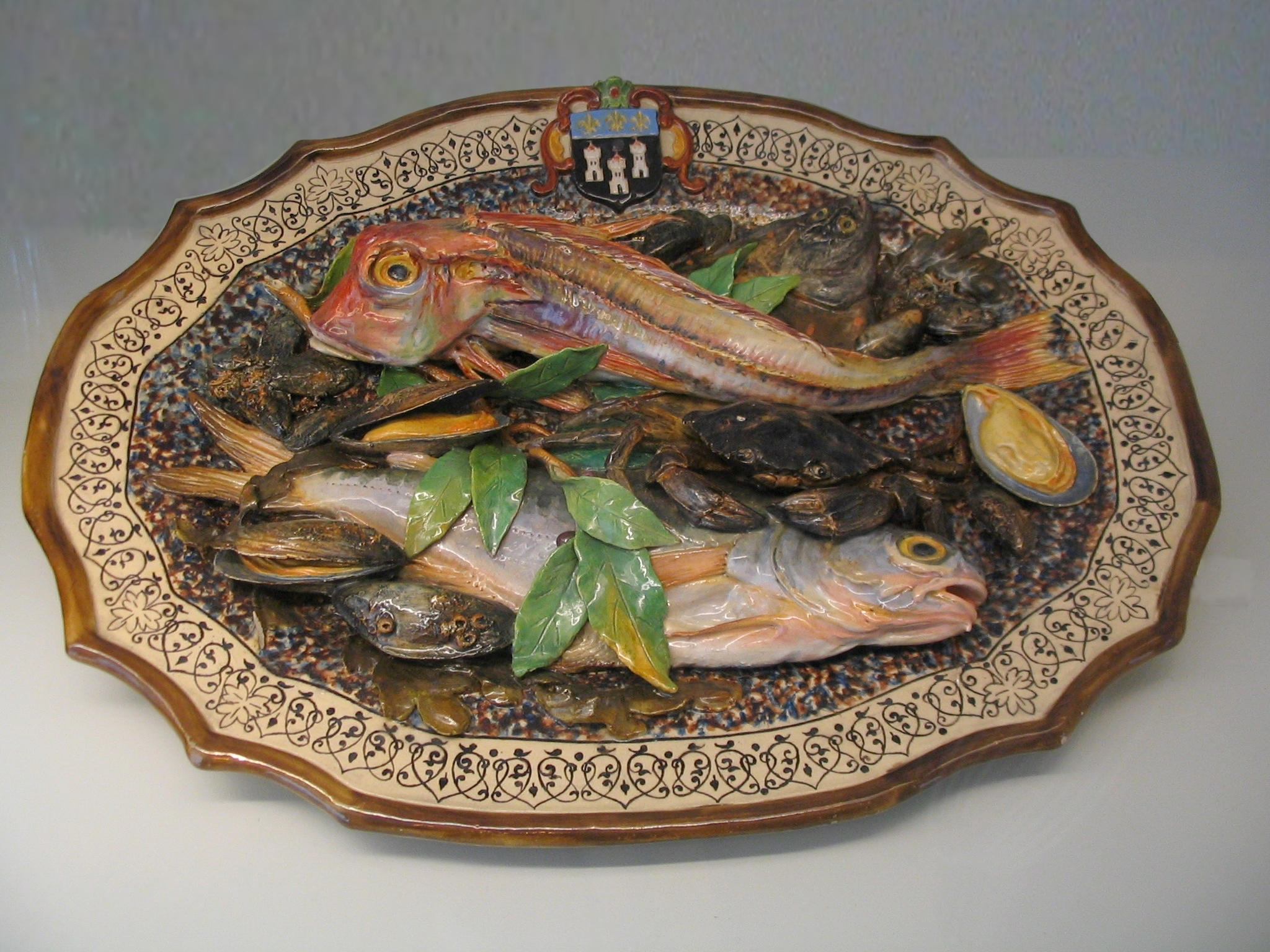
Plat de poissons (1889), Paris, musée des Arts décoratifs.
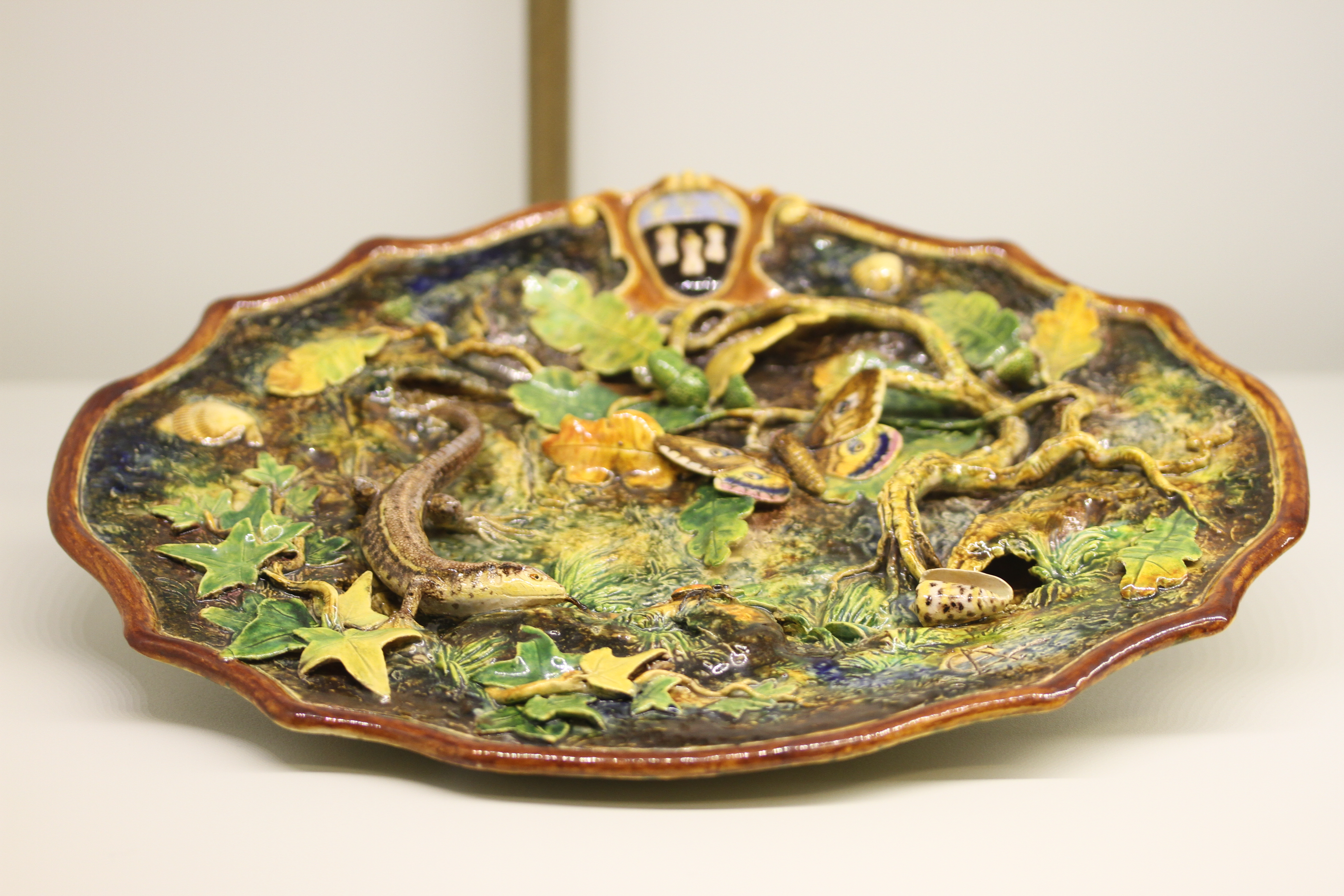
Plat ovale (1890), Paris, musée des Arts décoratifs.
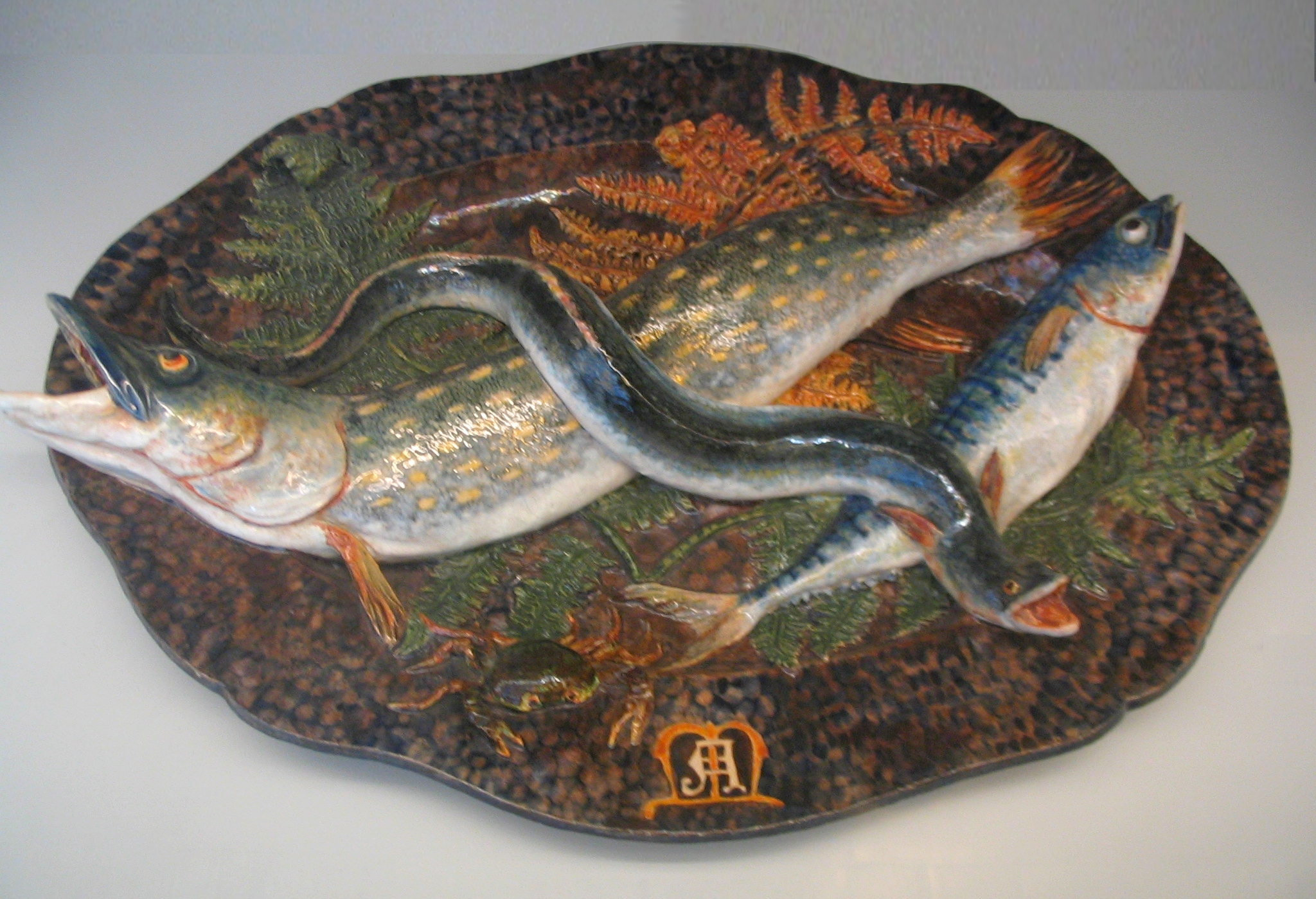
Plat de poissons, Paris, musée des Arts décoratifs.